# Amir Hossein Sadeqi
Amir Hossein Sadeqi (Teheran, 6 settembre 1981) è un ex calciatore iraniano di ruolo difensore.

## Palmarès

### Club

#### Competizioni nazionali
- Campionato iraniano: 2

Esteghlal: 2005-2006, 2012-2013